# Вологодське намісництво
Волого́дське намі́сництво (рос. Вологодское наместничество) — адміністративно-територіальна одиниця в Російській імперії в 1780–1796 роках. Адміністративний центр — Вологда. Створене 25 січня 1780 року на основі Архангелогородської губернії. Складалася з 9 областей і 12 повітів. 31 грудня 1796 року перетворене на Вологодську губернію.

## Повіти
1. Яренський (Яренськ)
2. Вельський (Вельськ)
3. Вологодський (Вологда)
4. Кадниковський (Кадников)
5. Красноборський (Красноборськ)
6. Лальський (Лальськ)
7. Нікольський (Нікольськ)
8. Сольвичегодський (Сольвичегодськ)
9. Тотемський (Тотьма)
10. Устюзький (Устюг)
11. Усть-Сисольський (Усть-Сисольськ)

## Історія
26 березня 1784 року на основі Архангельської області Вологодського намісництва було створене Архангельське намісництво.

## Карти

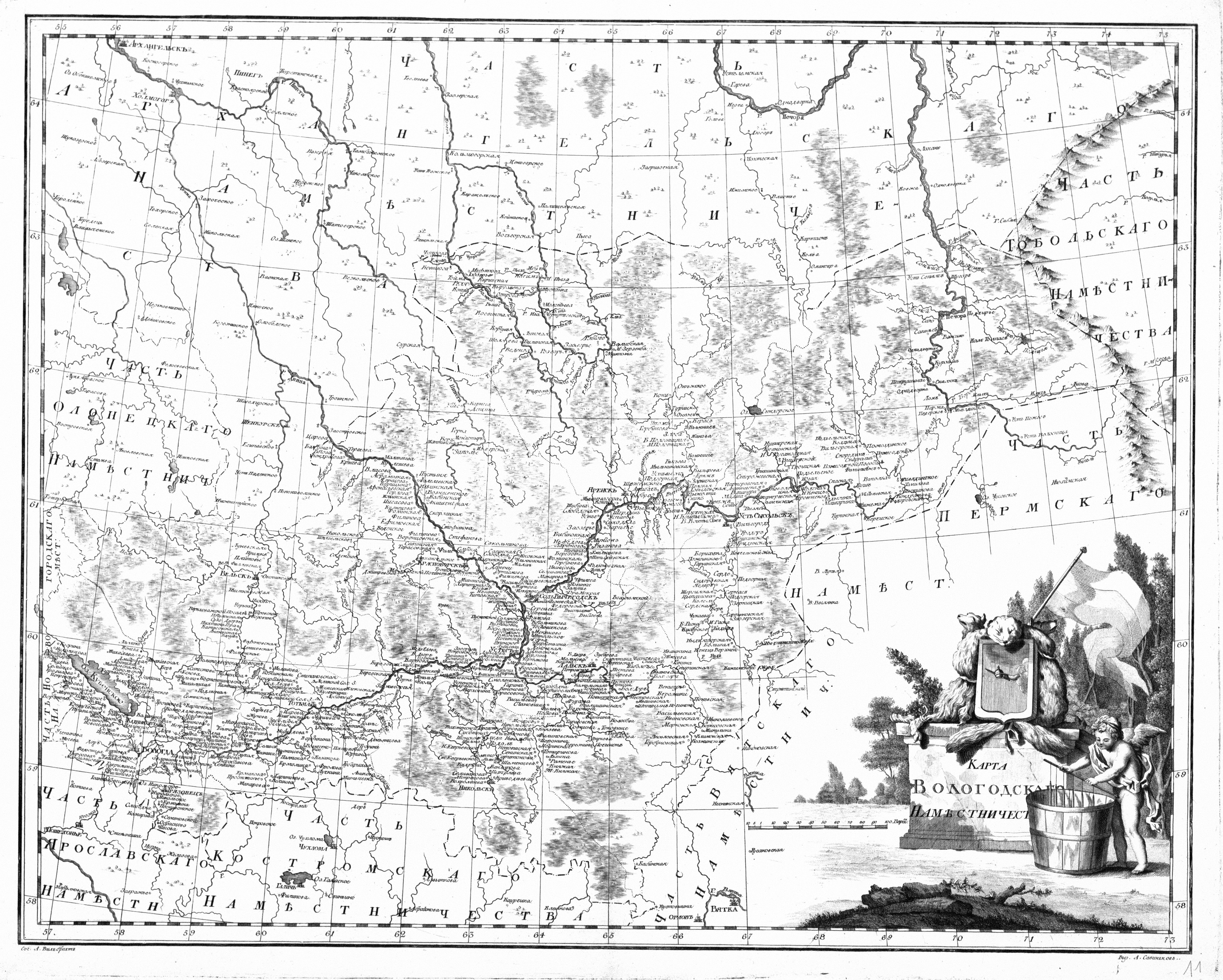
Російський атлас 1792
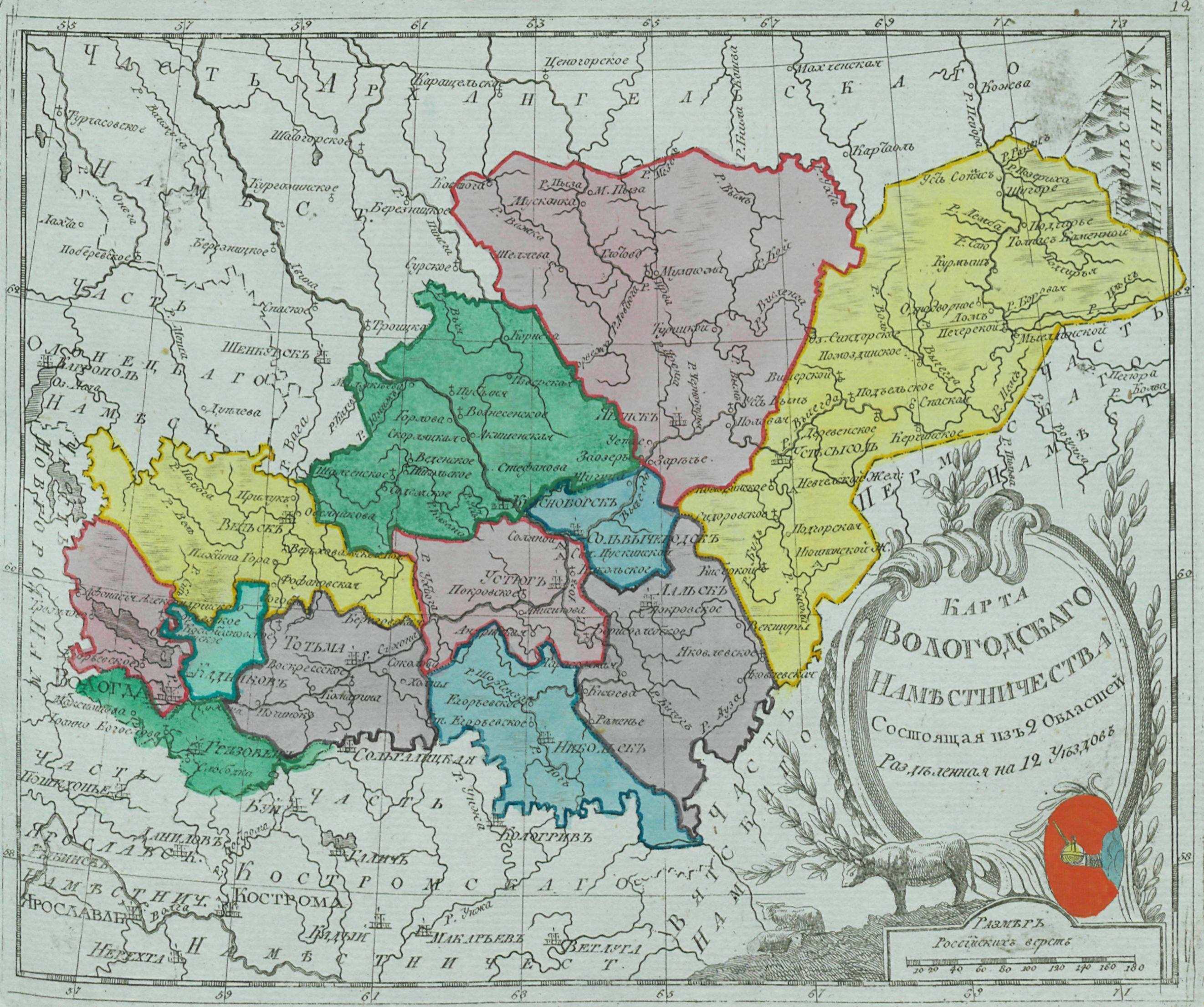
Атлас Російської імперії 1792
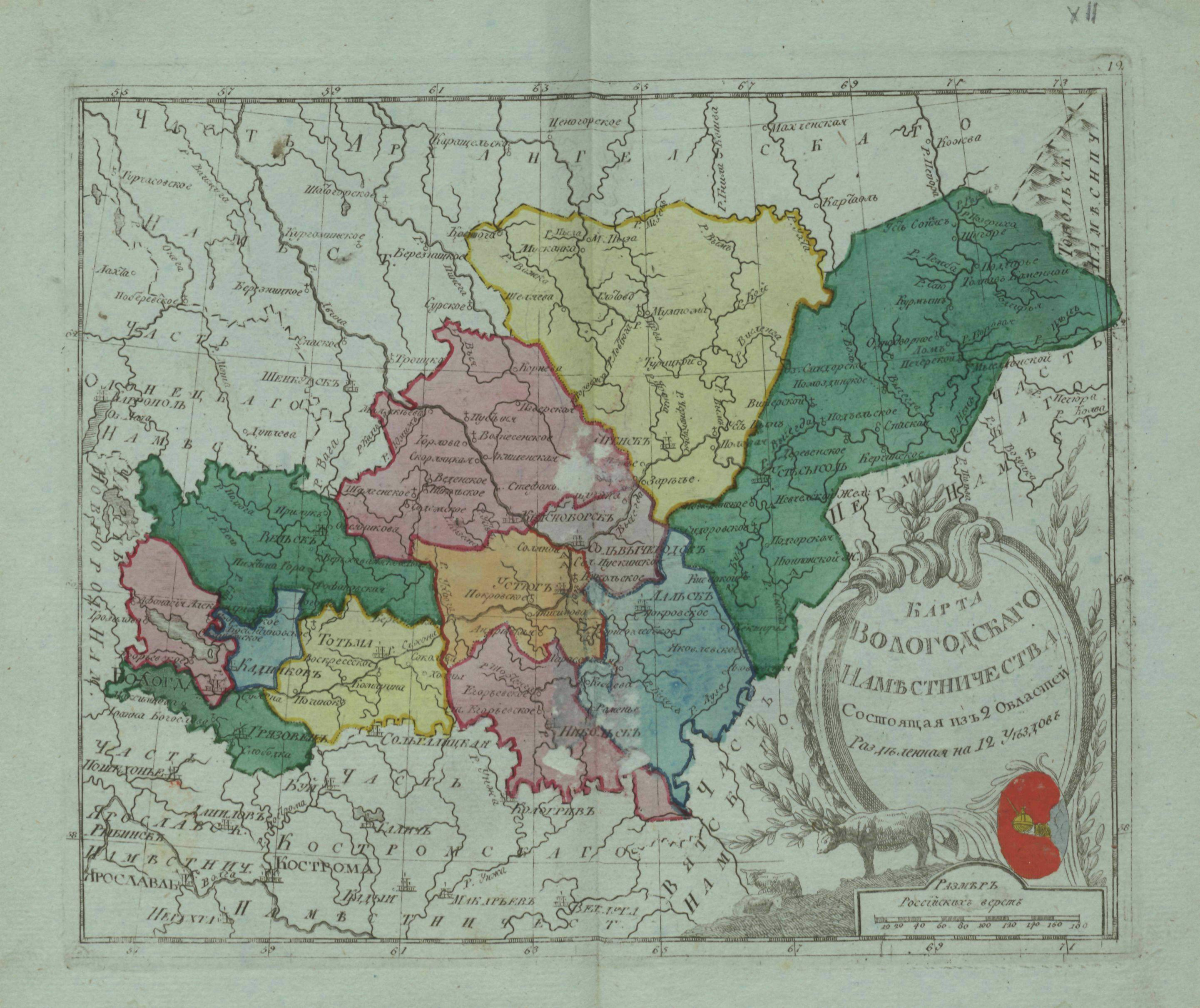
Атлас Російської імперії 1796